# Kurvelesh
Kurvelesh je obec v okresu Gjirokastër, kraji Gjirokastër, jižní Albánii.